# Денисенко Лариса Володимирівна
Лари́са Володи́мирівна Денисе́нко (нар. 17 червня 1973, Київ) — українська письменниця, адвокатка, правозахисниця, телеведуча, радіоведуча, член Українського ПЕН.

## Життєпис
Народилася 17 червня в Києві. Має литовсько-грецьке походження з домішками угорської, польської, ромської та української крові. Українську опанувала в 23 роки, коли почала працювати в Міністерстві юстиції України.
Закінчила юридичний факультет Київського Національного університету, Центрально-Європейський Університет (Будапешт), курс законопроєктування при Міністерстві юстиції Нідерландів.
Живе в Києві. Перебуває в цивільному шлюбі. Виховує двох синів. Збирає равликів.

## Юридична кар'єра
Веде адвокатську практику. Має ліцензію здійснювати практику в Торонто та Оттаві щодо справ, пов'язаних з біженцями та мігрантами.
Є однією із адвокатів, які представляють інтереси громадян в Європейському суді з прав людини (Страсбург).
Працювала директоркою департаменту міжнародного права Міністерства юстиції України, радницею міністра юстиції, науковою консультанткою парламентських комітетів, очолювала національне відділення міжнародної антикорупційної організації Transparency International.

## Літературна кар'єра
Літературну кар'єру розпочала перемогою в конкурсі Коронація слова (гран-прі конкурсу-2002, «Забавки з плоті та крові»).
Книга «Танці в масках» посіла 1-е місце у рейтингу Найкраща українська книга в жанрі белетристика журналу Кореспондент за 2007 рік.
Авторка 10 книжок (станом на 2012).
Суспільного розголосу набула книга про розмаїття людських стосунків в сучасній Україні Майя та її мами, презентацію котрої намагалися зірвати праворадикальні сили. Після інциденту автока виклала PDF-версію книжки у вільний доступ.
2019 року вийшла книжка «Я і КонституціЯ», співавторкою якої виступила Лариса Денисенко. Це книжка, яка пояснює Конституцію для дітей простою мовою та ілюстраціями.

##### Романи
- Забавки з плоті та крові (2004, «Кальварія»)
- Кавовий присмак кориці (2005, «Кальварія»)
- Корпорація ідіотів (2006, «Нора-Друк»)
- Танці в масках (2006, «Нора-Друк»)
- 24:33:42 (2007, «Нора-Друк»)
- Помилкові переймання або життя за розкладом вбивць (2007, «Нора-Друк»)
- Сарабанда банди Сари (2008, «Нора-Друк»)
- Відлуння (2012, «Клуб Сімейного Дозвілля»)
- Розрахунковий стан (2013, Юрінком Інтер)
- Нова стара баба (2013, «Клуб Сімейного Дозвілля»)
- Калейдоскоп часу (2013, «Клуб Сімейного Дозвілля»)

##### Дитяча література
- Ліза та цюця П. (К.: Грані-Т, 2007, серія «Сучасна дитяча проза»)
- Ліза та Цюця П. зустрічаються (К.: Грані-Т, 2008, серія «Сучасна дитяча проза»)
- Лариса Денисенко про Анжеліну Ісідору Дункан, Максима Рильського, Ігора Стравінського, Астрід Ліндґрен, Джонні Хрістофера Деппа ІІ (К.: Грані-Т, 2008, серія «Життя видатних дітей»)
- Правобукварик: Вчися граючись (2013, Право України)
- Майя та її мами (2017, «Видавництво»)
- Усміхаки. Все, що треба знати про собак (Видавництво Старого Лева, 2018)

##### Участь у збірках
- Кіноромани: українські письменники про улюблені фільми (2006)
- 100 тисяч слів про любов, включаючи вигуки (2008, «Фоліо»)
- Сновиди, 2010, «А-ба-ба-га-ла-ма-га»)
- Щоденник. Літературно-мистецький проект" (2010, «Видавництво Європейського Університету»)
- 20 письменників сучасної України (2011, «Фоліо»)
- 13 різдвяних історій (2013, Видавництво Старого Лева)
- Жити-пити: 40 градусів життя (2013, «Клуб Сімейного Дозвілля»)
- Друзі незрадливі: твори-переможці конкурсу «Мі-мі-мі. Наші улюбленці» (2014, Видавництво Старого Лева)
- Ода до радості (2014, «Клуб Сімейного Дозвілля»)
- Волонтери: Мобілізація добра (2015, «Клуб Сімейного Дозвілля»)
- Я like Україну! (2016, «Нора-Друк»)
- Мости замість стін, або Що об'єднує українців?  (2020, Видавництво Старого Лева)

##### Електронні версії книг
- 24:33:42
- Кавовий присмак кориці[недоступне посилання з липня 2019]
- Корпорація ідіотів[недоступне посилання з липня 2019]
- Помилкові переймання або життя за розкладом вбивць[недоступне посилання з липня 2019]
- Сарабанда банди Сари[недоступне посилання з липня 2019]
- Танці в масках[недоступне посилання з липня 2019]

## Телевізійна та радіо-кар'єра
Працює на Громадському радіо. В радіоефірі, під час інтерв'ю та на телебаченні послідовно вживає фемінітиви.
Авторка і ведуча культурологічної програми «Документ +» на телевізійних каналах «Студія 1+1» та «1+1 International».

## Цитати
|  | ...Останніх років два багато хто мене запрошує пристати до тієї чи іншої політичної сили. Мені, напевно, треба перерости цю огиду та негативний досвід і знову стати романтиком 90-х, яким, наприклад, був В’ячеслав Чорновіл. Скажу чесно, що в той час значно легше було бути романтиком. Зараз час значно цинічніший і прагматичніший . |

|  | Мені здається, що Україні тепер дуже бракує таких розумних романтиків. Вони зараз дуже потрібні політиці. Тому що без віри, без ідеалів, без мрії – нема чого робити. Дуже швидко можна перетворитися на цю неосовкову отару. Тільки поглянь: приходить хтось із молодих у політику і дуже швидко перетворюється на одного з них, у нього очі стають, як у Януковича. В нього нема погляду, це мертві очі. Зараз прийшли у політику люди з мертвими очима. А що можна сподіватися від зомбі? Не думаю, що чогось хорошого... . |

## Інтерв'ю
- Лариса Денисенко: «Ніхто не може знати — ріжки, вінок, чи німб домалює над нашою головою світ»[недоступне посилання з липня 2019]
- «Мені не подобається одноразова література»
- Писательница Лариса Денисенко: «Я чувствую, кем буду — мужчиной или женщиной»
- «Коли мене запросили на „1+1“, я спершу подумала, що стану Ігорем Годецьким у спідниці»
- Лариса Денисенко: «Пишу на туалетному папері, звісно, якщо в клозет взяла із собою ручку»
- Дивакам під силу все!
- Лариса Денисенко: «Корпорація ідіотів» є скрізь